# Chùa Chantarangsay
Chùa Chantarangsay, còn có tên gọi khác là chùa Candaransi, được biết đến ở tại địa phương với tên gọi không chính thức  chùa Khmer, là một ngôi chùa Phật giáo Nam Tông tại Quận 3, Thành phố Hồ Chí Minh. Được xây dựng vào năm 1946, chùa mang đậm ảnh hưởng văn hóa và kiến trúc của người Khmer, giao thoa giữa truyền thống Phật giáo và nghệ thuật kiến trúc cổ Campuchia.
Hiện chùa tọa lạc tại số 164/235 đường Trần Quốc Thảo, phường 7, Quận 3, bên bờ kênh Nhiêu Lộc - Thị Nghè. Chùa Chantarangsay
cùng với chùa Chùa Pothiwong được xem là di sản kiến trúc tiêu biểu của cộng đồng người Khmer khu vực Thành phố Hồ Chí Minh.

## Lịch sử
Chùa Chantarangsay được xây dựng bởi Đại đức Lâm Em, một vị sư người Khmer quê ở Sóc Trăng, Việt Nam. Ông từng du học tại Campuchia và từng là Hiệu trưởng của trường Phật học ở Phnôm-pênh, Campuchia. Sau khi du học, ông nhận thấy nhu cầu cần thiết phải có một ngôi chùa dành cho cộng đồng người Khmer đang tránh chiến tranh mà lưu trú tại Sài Gòn. Ban đầu, chùa chỉ là một căn nhà sàn đơn giản được dựng lên để phục vụ cho việc tu hành và nghỉ ngơi của các sư sãi nằm trên một khu vực hoang vắng của Sài Gòn.
Đến năm 1949, ngôi chánh điện được xây dựng bằng bê tông và hoàn thành vào năm 1953. Tên gọi "Chantarangsay" trong tiếng Khmer có nghĩa là "Ánh Trăng", biểu trưng cho sự sáng suốt và giác ngộ. Vì vậy đôi lúc chùa này cũng được gọi tên không chính thức là chùa Ánh Trăng. Về sau cũng cùng mục đích đáp ứng nhu cầu của cư dân gốc Khmer tránh chiến tranh, một ngôi chùa khác có tên gọi là chùa Chùa Pothiwong cũng được xây dựng tại Tân Bình, Sài Gòn.

## Kiến trúc
Ngôi chùa có diện tích rộng khoảng 4.500 m², bao gồm nhiều công trình kiến trúc Phật Giáo như chánh điện, nhà Sala (nhà Tăng), tháp thờ Phật, và hồ nước nhỏ. 
Chánh điện
Chánh điện của chùa là công trình lớn nhất chùa với kết cấu hai tầng với bốn cổng ở hai mặt trước và sau, hướng chính về phía Đông. Hướng này không chỉ là hướng của Mặt Trời mà còn mang ý nghĩa tượng trưng cho Đức Phật thành đạo vào đêm Rằm tháng Vesak. Chánh điện được thiết kế theo lối vượt cấp, nền cao hơn so với các công trình xung quanh, nhằm biểu trưng cho ngọn Núi Tu-di trong thần thoại Ấn Độ.
Mặt trước Chánh điện là minh chứng rõ nét cho sự hòa quyện giữa các yếu tố Phật giáo, Bà-la-môn giáo và văn hóa dân gian trong đời sống tâm linh của người Khmer ở Nam Bộ. Đặc biệt, bức tranh khắc nổi trong chính điện kể lại tích truyện Phật giáo về năm anh em, mỗi người là một vị Phật. Theo truyền thống Phật giáo Nam tông Khmer, trong suốt quá trình hình thành và diệt vong của thế giới, chỉ có năm vị Phật này xuất hiện. Trong đó, bốn vị đã thành Phật, còn một vị sẽ thành Phật trong tương lai, đó là Phật Di Lặc – vị Phật của tương lai, người sẽ mang đến thời kỳ an lạc và giác ngộ cho tất cả chúng sinh.
Giữa chánh điện, kim thân Phật Thích Ca Mâu Ni được tạo hình trên 5 tầng tầng tòa sen. Từ thấp lên cao, từ lớn đến nhỏ, mỗi tầng như một bậc thang dẫn đến giai đoạn giác ngộ, khắc họa rõ nét từng tư thế tu hành của Phật Thích Ca Mâu Ni. Trên bốn góc tường và trần mái chánh điện, những bức tranh lớn được khắc họa công phu nhằm kể lại toàn bộ hành trình tu tập của Phật, từ khi Phật còn là Thái tử Siddhartha cho đến khi đạt được cảnh giới giác ngộ.
Mái nhà được thiết kế với ba tầng, trên đỉnh là ba ngọn tháp tượng trưng cho ngôi Tam Bảo. Mỗi ngọn tháp được xây dựng theo hình thức tám cấp, biểu trưng cho Bát Chánh Đạo, con đường tu hành đưa đến giác ngộ. Chóp tháp cao nhất tượng trưng cho Niết Bàn, trạng thái tối cao của sự giải thoát và bình an.
Các công trình phụ khác
Cổng chùa được xây dựng chắc chắn bằng xi măng, với nền móng hình hộp và bốn cột vững chãi nâng đỡ mái bằng. Trên đỉnh mỗi cột là các tượng trang trí, thể hiện sự kết hợp giữa thẩm mỹ và sức mạnh tinh thần. Trước cổng chùa là đôi tượng sư tử, biểu trưng cho trí tuệ và sự giác ngộ trong Phật giáo.... Bên cạnh chánh điện, chùa còn có nhà Sala – ngôi nhà hai tầng dùng cho các hoạt động tôn giáo và học thuật. Tầng trệt của Sala tổ chức các buổi lễ, trong khi tầng trên là nơi giảng dạy.
Tháp Cốt của chùa có hai tầng, với cấu trúc hình vuông và bốn cạnh đều nhau. Tầng dưới chứa hài cốt của các Phật tử, trong khi tầng trên dành cho hài cốt của các sư.
Chùa Chantarangsay còn có nhiều chi tiết trang trí độc đáo của Phật giáo Nam Tông: tượng nữ thần Kâyno, tượng chim thần Kim Sí Điểu, rắn thần Naga, và tượng Phật Thích Ca. Các chi tiết được chạm khắc tinh xảo, hiện hữu khắp nơi quanh chùa.

## Hoạt động
Chùa Chantarangsay không chỉ là nơi thờ tự linh thiêng mà còn là trung tâm sinh hoạt văn hóa và tín ngưỡng quan trọng của cộng đồng Khmer tại Thành phố Hồ Chí Minh. Chùa chỉ thờ duy nhất Đức Phật Thích Ca Mâu Ni, không thờ Bồ Tát hay các vị thần linh khác, thể hiện sự tuân thủ giáo lý của Phật giáo Nam tông.
Hàng năm, chùa tổ chức nhiều lễ hội Phật giáo và dân gian, bao gồm Lễ Miakha Bôchia, Lễ Visakha Bôchia (Phật đản), Lễ Chool Vossa (Nhập hạ), Lễ Chênh Vossa (Ra hạ), Lễ Kathăn Na Tean (Dâng y), Lễ Chôl Chnăm Thmây (Tết cổ truyền của người Khmer), Lễ Đôn ta (tưởng nhớ ông bà tổ tiên), và Lễ Ok Oom Bok (cúng trăng).
Ngoài ra, Chùa Chantarangsay đóng vai trò quan trọng trong việc bảo tồn văn hóa Khmer thông qua các hoạt động tôn giáo như xuất gia gieo duyên và giáo dục văn hóa. Chùa tổ chức các lớp dạy chữ Khmer miễn phí cho trẻ em và người lớn, giúp bảo tồn ngôn ngữ và văn hóa dân tộc Khmer.

## Sư trụ trì
- Trụ trì Khai sơn Hòa thượng Lâm Em: Người sáng lập chùa Chantarangsay vào năm 1946. Ông là một vị sư người Khmer quê ở Sóc Trăng, từng du học tại Campuchia và từng là Hiệu trưởng của trường Phật học ở Phnôm Pênh.[11]

- Hòa thượng Brahmakesara Oul Srey[12]: phó trụ trì thời kỳ Hòa thượng Lâm Em. Quyền trụ trì 1979-1992, trụ trì 1992-1995.

- Hòa thượng Danh Lung: Ông là một vị Đại đức tâm huyết, được biết đến với đường lối "Đẹp đạo tốt đời" và đóng góp vào việc bảo tồn kiến trúc cũng như không gian thờ tự của chùa.[11]